# Leposoma caparensis
Leposoma caparensis är en ödleart som beskrevs av  Esqueda 2005. Leposoma caparensis ingår i släktet Leposoma och familjen Gymnophthalmidae.
Artens utbredningsområde är Venezuela. Inga underarter finns listade i Catalogue of Life.